# Wysiedlenia Polaków z rejencji kaliskiej i łódzkiej

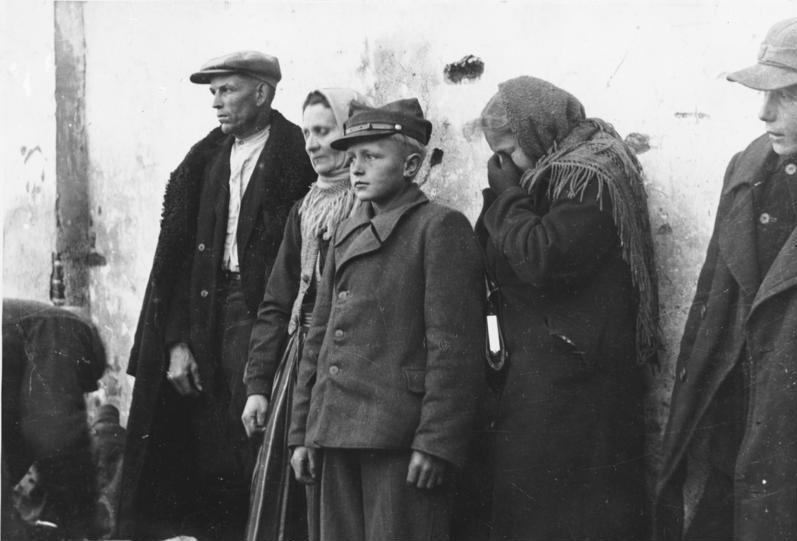
Rodzina Matczaków wysiedlona z Sieradza (1939)

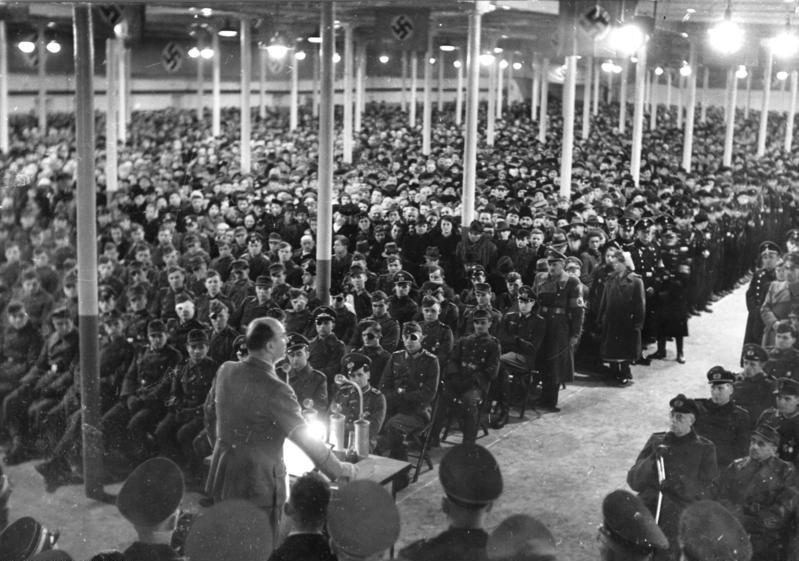
Łódź, marzec 1944 – Arthur Greiser przemawia podczas uroczystości na cześć milionowego Niemca przesiedlonego do Kraju Warty ze wschodniej Europy

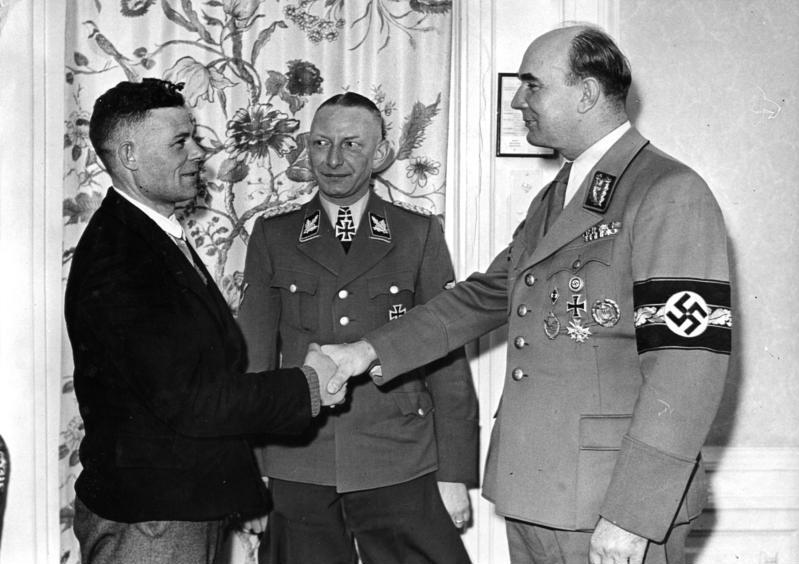
Arthur Greiser wita w Łodzi milionowego Niemca przesiedlonego do Kraju Warty ze wschodniej Europy w ramach niemieckiej akcji przesiedleńczej Heim ins Reich – marzec 1944; w środku Heinz Reinefarth

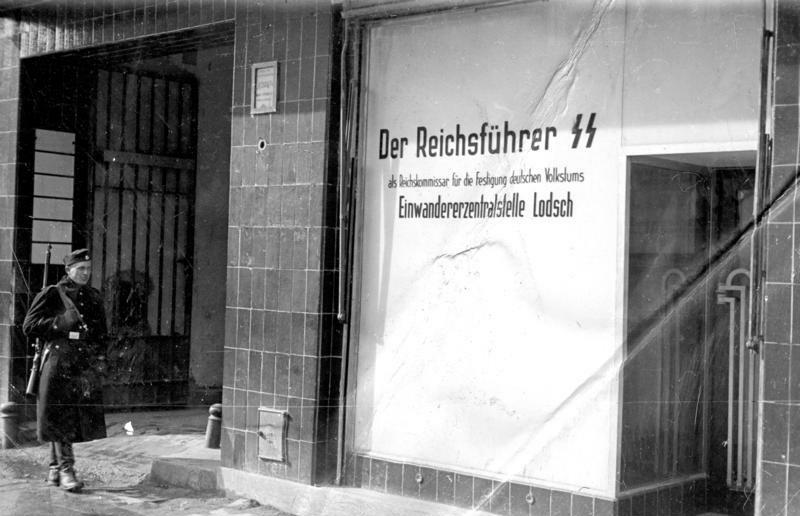
Siedziba organizacji Komisariatu Rzeszy do spraw Umacniania Niemczyzny w okupowanej Łodzi

Wysiedlenia Polaków z rejencji kaliskiej i łódzkiej – wysiedlenia Polaków oraz Żydów (obywateli polskich) z rejencji kaliskiej (od 1941 nosząca nazwę rejencji łódzkiej) w Kraju Warty. Przesiedlenia były dokonywane przez Niemców w latach 1939–1944 jako część wielkiej akcji przesiedleńczej, tzw. Generalsiedlungsplan.

## Historia
Pierwszych wysiedleń dokonano już dnia 11 grudnia 1939 r., wyrzucając pierwsze rodziny spośród mieszkańców osiedla im. „Montwiłła” Mireckiego w Łodzi. Kolejnych kilkanaście wygnano w noc sylwestrową. Skala wysiedleń z regionu łódzkiego wzrosła po utworzeniu na terenie Łodzi systemu pięciu obozów wysiedleńczych. Na początku 1940 roku utworzono w Łodzi ekspozyturę Oddziału Urzędu ds. Wysiedleń Polaków i Żydów, którą po reorganizacji przekształcono w maju 1940 roku w Oddział Łódzki podlegający Centrali Przesiedleńczej w Poznaniu (niem. Umwandererzentralstelle in Posen, UWZ).
Największa akcja wysiedleńcza miała miejsce w nocy 14/15 stycznia 1940 roku, kiedy to hitlerowcy wysiedlili ok. 5 tysięcy pozostałych mieszkańców osiedla. Lokatorów budzono waleniem w drzwi. Po otwarciu do mieszkań wchodzili uzbrojeni Niemcy, prowadzeni przez miejscowych członków mniejszości niemieckiej (tzw. Volksdeutschów) pełniących rolę tłumaczy, nakazując zaskoczonym mieszkańcom opuszczenie mieszkań. Ludzie mieli 15–20 minut na ubranie się i zabranie najpotrzebniejszych rzeczy, po czym przewożono ich do dawnej fabryki tkanin B.A. Gliksmana przy ul. Łąkowej 4, gdzie znajdował się Centralny Obóz Przesiedleńczy (niem. Durchgangslager I der Umwandererzentralstelle Posen, Dienststelle Litzmannstadt). Na dziedzińcu wysiedlonych rejestrowano, a potem pędzono do nieogrzewanych pofabrycznych hal, w których przeprowadzano segregację rasową oraz oddzielano starsze osoby od dzieci. Dzieci o nordyckich rysach przeznaczano do germanizacji, a sprawne i względnie młode osoby wywożono na roboty przymusowe w głąb Rzeszy. Pozostałą część wywieziono na tereny znajdujące się w granicach Generalnego Gubernatorstwa i zasiedlano nimi powiaty: opoczyński, piotrkowski, łowicki, skierniewicki oraz Podkarpacie.
Na ich miejsce zakwaterowano urzędników niemieckich z terenów III Rzeszy oraz Niemców przesiedlonych z krajów nadbałtyckich, Besarabii, Bukowiny oraz Wołynia w ramach niemieckiej akcji Heim ins Reich.

...Obozy przesiedleńcze w Łodzi nie były wprawdzie miejscami kaźni, lecz prymitywne warunki bytowania, niedostateczne wyżywienie, brud, brak istotnej pomocy lekarskiej i sanitarnej, powodowały masową śmierć ludności polskiej – zwłaszcza dzieci. – Julia Makowska wysiedlona z dzielnicy Polesie w Łodzi

Wysiedleń dokonywano także z innych miejscowościach rejencji łódzkiej. W 1941 r. w zachodniej części Pabianic Niemcy rozpoczęli budowę dzielnicy mieszkaniowej dla niemieckich kolonistów. Nadano jej nazwę Neue Heimat („Nowa Ojczyzna”). Projekt ten do końca wojny zrealizowano jedynie częściowo. Wielu Polaków, w tym również dzieci, deportowano do Rzeszy na przymusowe roboty z Pabianic oraz Sieradza.
W sumie w latach 1939–1945 wysiedlono z rejencji łódzkiej około 444 tys. osób narodowości polskiej (25% ludności).